# Darling (EP)
Darling promotivni je EP australske pjevačice Kylie Minogue. 9. veljače 2007. godine u Harrodsu primjerak albuma dobivao se besplatno uz primjerak parfema istog naziva. Na njemu su tri albumske pjesme i tri pjesme snimljene na njenoj turneji iz 2005., godine Showgirl: The Greatest Hits Tour.

## Popis pjesama
| Br. | Skladba                    | Trajanje |
| --- | -------------------------- | -------- |
| 1.  | »I Believe in You« (uživo) | 3:24     |
| 2.  | »In Your Eyes« (uživo)     | 3:08     |
| 3.  | »Slow« (uživo)             | 3:20     |
| 4.  | »Loving Days«              | 4:24     |
| 5.  | »Burning Up«               | 3:59     |